# Globes de Coronelli
Les Globes de Coronelli ou Globes de Marly sont une paire de globes (terrestre et céleste) de grande dimension (4 mètres de diamètre environ) réalisée par Vincenzo Coronelli, assisté notamment du frère Giambattista Moro et de Jean-Baptiste Corneille,,, et offerte à Louis XIV à la fin du XVIIe siècle. Le globe terrestre présente l'état des connaissances géographiques et les savoirs sur les civilisations indigènes des trois continents Asie, Afrique, Amérique des Européens pour la décennie 1670-1680, tandis que le globe céleste figure l'état du ciel à la naissance de Louis XIV. De grande dimension (4 mètres de diamètre environ), et pesant environ 2 tonnes chacun, ces deux globes constituent une source d'information précieuse sur les connaissances scientifiques à la fin du XVIIe siècle en géographie et astronomie. Leur réalisation a été financée par le cardinal d'Estrées, qui les a offerts à Louis XIV. 
S'ils ont toujours appartenu aux collections de la Bibliothèque nationale de France, c'est depuis peu que les deux globes dépendent du département des cartes et plans et qu'à l'occasion de leur présentation permanente au public en 2006, ils sont référencés sous les numéros Ge A 499 pour le globe céleste et Ge A 500 pour le globe terrestre.

## Histoire

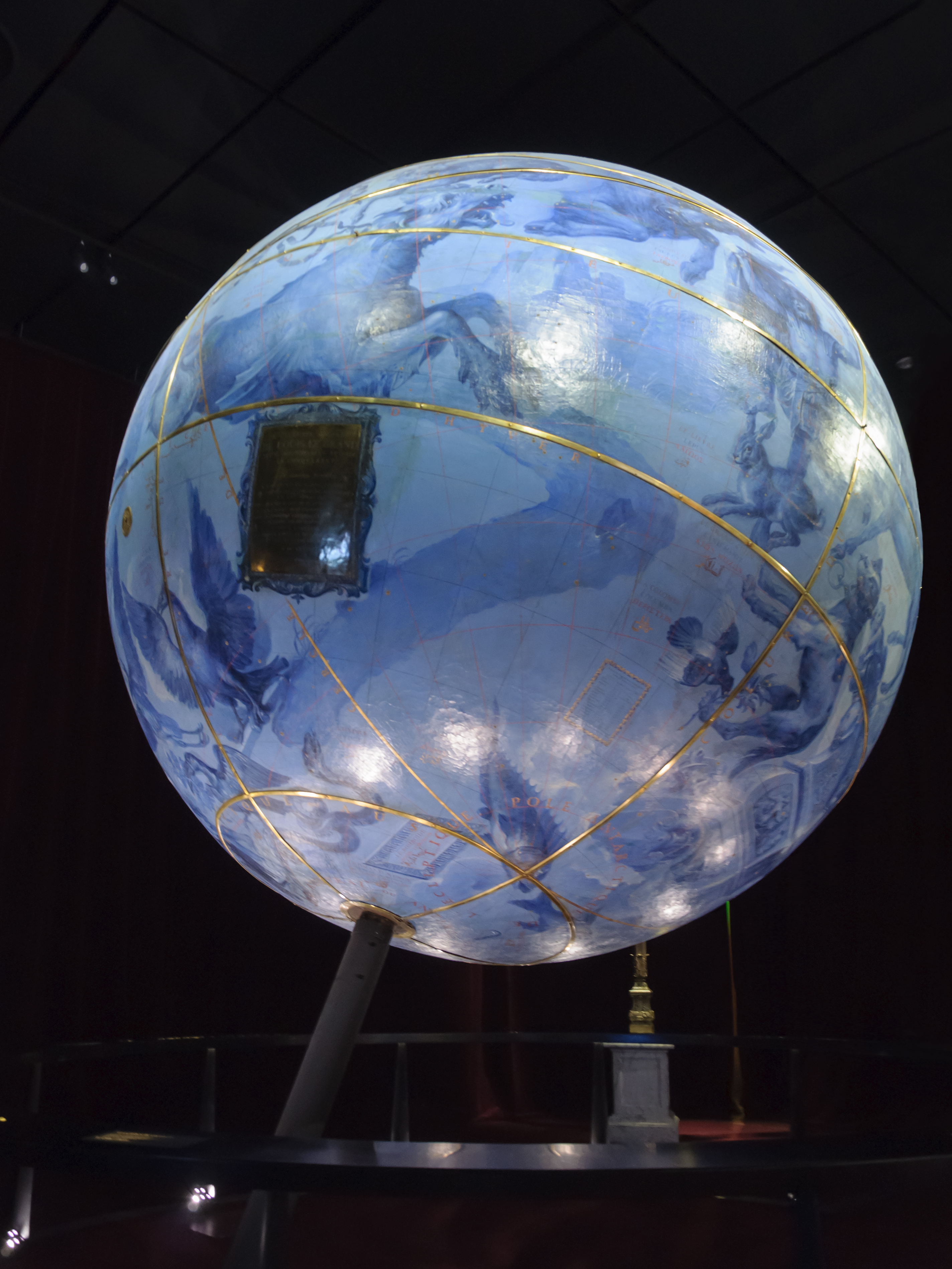
Globe céleste

Ces globes ont été financés par le cardinal d'Estrées pour les offrir au roi de France Louis XIV, dont il était l'ambassadeur près le Saint-Siège. Le Cardinal avait en effet été très impressionné par les globes d'un mètre cinquante de diamètre fabriqués en 1678 pour le Duc de Parme par le cartographe italien Vincenzo Coronelli, « le plus grand fabricant de globes de tous les temps », dont il obtient de réaliser deux globes de grande dimension pour Louis XIV. Ils sont fabriqués à Paris de 1681 à 1683, probablement à l'hôtel de Lionne (aujourd'hui détruit) par Vincenzo Coronelli, qui se rend à Paris pour cela. Il est hébergé dans l’hôtel d'Estrées, rue Barbette. Le mobilier de présentation est réalisé par Jules Hardouin-Mansart et l'Anglais Michael Butterfield.
Bien que destinés à orner le château de Versailles, ils restent à Paris dans l'attente d'une solution architecturale pour les présenter. À leur achèvement en 1683, ils sont installés hôtel de Lionne, près de la rue de Richelieu. Un projet d'exposition dans la petite Orangerie est évoqué en 1690, mais abandonné. Ils sont finalement installés à Marly en 1703 ; c'est à ce séjour qu'ils doivent leur nom de « Globes de Marly ». Au château de Marly, où deux pavillons ont été spécialement aménagés par Mansart afin de présenter ces œuvres de grande dimension, les globes impressionnent les visiteurs, tel la reine d'Angleterre Anne qui les découvre le 12 août 1704 à l'occasion d'une visite à la cour de Louis XIV. Les colonnes et des piètements sont réalisées à ce moment-là. En 1704,  Philippe de La Hire publie une description des globes (BNF, V 20 754).
En  1710, deux recueils restés manuscrits sont rédigés par François Le Large, le gardien du globe terrestre, l’un sur les inscriptions, l’autre sur les figures (BNF, Fr 13 365 et Fr 13 366).
Les globes quittent Marly en pièces détachées en 1715 pour être stockés à Paris, au palais du Louvre. En 1717, un projet d’installation des globes à la Bibliothèque royale (rue de Richelieu) est démarré. En 1722, les globes du Louvre sont déplacés à la Bibliothèque royale. En 1731, le salon des globes est construit par Robert de Cotte au rez-de-chaussée de l'aile de Cotte. En 1777, un projet du remontage des globes dans le salon conçu par Robert de Cotte est présenté, mais ils ne sont exposés qu'à partir de 1782. Dans son commentaire du plan de la Bibliothèque royale qu'il publie en 1754 dans l'Architecture françoise, Jacques-François Blondel s'étonne de cette situation : « La pièce marquée M fut construite en 1731, pour y placer deux globes (...) mais depuis qu'on les a apportés de Marly, ils sont restés encaissés et ne sont point encore exposés à la vûe des connoisseurs. (...) Sans doute on ne privera pas encore longtemps le public d'une curiosité si peu commune et qui, ayant coûté tant de dépense, mérite bien qu'on en rende l'accès facile ».
En 1849, le comité consultatif de la bibliothèque nationale demande le transport des globes à Versailles. En 1875, lors de l'exposition sur l’histoire de la géographie à la bibliothèque, qui est accessible à un public plus large que celui des lecteurs de la Bibliothèque nationale, les globes de Coronelli sont la pièce maîtresse de cette manifestation.
En 1900, les globes et des piétements sont mis en caisse. Les globes quittent la Bibliothèque en 1901, à la suite de la disparition du salon des globes dont l’espace doit être pris dans le périmètre de la future salle de lecture publique (la salle ovale) puis ils sont envoyés temporairement au Dépôt des marbres (rue de l’université)
En janvier 1914, un projet d’installation des globes dans l’aile gauche du château de Versailles est mis au point. Entre janvier et avril 1915, à la suite d’un accord entre Homolle, administrateur de la BNF et de Nolhac, conservateur de Versailles, les sphères sont démontées, séparées en deux et mises en caisses. Les globes sont entreposés à l’Orangerie de Versailles en attendant d’être présentés aux visiteurs dans l’aile gauche. La Grande guerre les fait tomber dans l'oubli et on perd même les clés ouvrant les caisses de stockage.
En 1921, le précédent projet d'aménagement à Versailles est abandonné, étant donné l'aménagement de bureau dans l’aile qui devait les abriter.

En 1964, R. Perchet, directeur général de l’architecture, propose de placer les globes de Coronelli dans la nef de la grande écurie de Versailles. En 1967, Edmond Pognon, conservateur en chef du département des cartes et plans, propose une exposition mettant en valeur les globes dans la grande écurie à l’occasion du Congrès international d’histoire des sciences, cela n'est pas réalisé par manque de crédits. En 1968, un projet d’exposition est proposé pour le salon des Antiquaires qui se tient au Grand Palais à Paris.
En 1970, E. Pognon propose à M. Lebelle, conseiller technique au ministère des Affaires culturelles deux lieux d’exposition, soit le manège des Grandes écuries, soit les deux « sixièmes pavillons » de Marly. En 1974, un nouveau projet d’installation est proposé, mais cette fois-ci à l’observatoire de Paris (rotondes est et ouest). 
Ils sont restaurés et créent l'événement à l'occasion de l'exposition de cartographie Cartes et Figures de la Terre au Centre national d'art et de culture Georges-Pompidou du 24 mai au 17 novembre 1980. À cette occasion, les globes sont transportés par l'armée (quatre véhicules porte-chars sont mobilisés pour assurer cette opération) de leurs réserves de l'Orangerie de Versailles à Beaubourg. Les travaux de restauration durent 60 jours et débutent à Versailles et se poursuivent à Beaubourg, sous la direction de Michel Morel, en abattant la façade des caisses et en travaillant à l'intérieur de celles-ci. À l'ouverture des caisses, Michel Morel constate que les globes étaient d'un aspect grisâtre, une couche de poussière s'étant accumulée durant leur exposition à la Bibliothèque entre 1782 à 1901, poussière dont ils furent protégés par la suite par l'épais molleton dans lequel ils étaient stockés ; cette protection était toutefois détruite en partie. 
Après l'exposition, les globes sont de nouveau stockés à Versailles puis transférés à la Cité des sciences et de l'industrie à La Villette, où ils sont exposés en mars 1982 d’abord dans la halle aux moutons puis dans la quatrième travée de la Cité des sciences et de l’industrie. En 1994, un projet d’installation des globes est proposé au rez de jardin de la Bibliothèque nationale de France, site François-Mitterrand, puis en 1995, un autre projet d’implantation est proposé cette fois-ci au musée de Marly. En 1998, une campagne photographique est réalisée par la BNF ainsi qu'un film par Arte (film de Joubert). En 1999, une édition sur cédérom, appelée Les globes de Louis XIV, est réalisé par la BNF.
Ils sont ensuite exposés, sur des tréteaux, lors de l'exposition universelle de Hanovre en 2000, mais sans jamais quitter Paris : ils sont en effet présentés dans leurs réserves parisiennes à la demande des organisateurs de l'exposition, qui n'ont pas obtenu le droit d'exposer ces globes en Allemagne. 
En 2004, un nouveau projet d’installer les globes sans les piètements est proposé dans un des halls du site François-Mitterrand (BNF). Ils sont présentés, sans leur mobilier, au Grand Palais en septembre 2005 pour célébrer l’achèvement de sa rénovation et sa réouverture au public ; les globes ont été visibles du 17 septembre au 2 octobre. 
Le 4 octobre 2005, les globes sont transférés dans le hall ouest de la BNF du site François-Mitterrand, lesquels reçoivent chacun une cote permettant de les référencer : Ge A 499 et Ge A 500. L'automne 2005, marque le début des opérations de restauration des globes terrestre et céleste, l'installation des colonnes, des piètements, de la table d’horizon et éléments en bronze dans la réserve foncière du site François-Mitterrand. Au printemps 2006, l’espace permanent mettant en valeur les globes de Coronelli ouvre ses portes. Depuis les globes sont exposés dans l'aile Ouest de la Bibliothèque François-Mitterrand, sans leur mobilier, depuis le 4 octobre 2006. L'absence du mobilier s'explique par la hauteur et le poids de l'ensemble.
En février 2008, une série de timbre est sortie dédiée aux « Globes de Louis XIV ». Les 21 et 22 mars 2007, un Colloque Coronelli, prend place sous la direction d’Hélène Richard, directeur du département des cartes et plans de la BNF, dont les actes ont été édités en 2012

Les globes exposés au Grand Palais
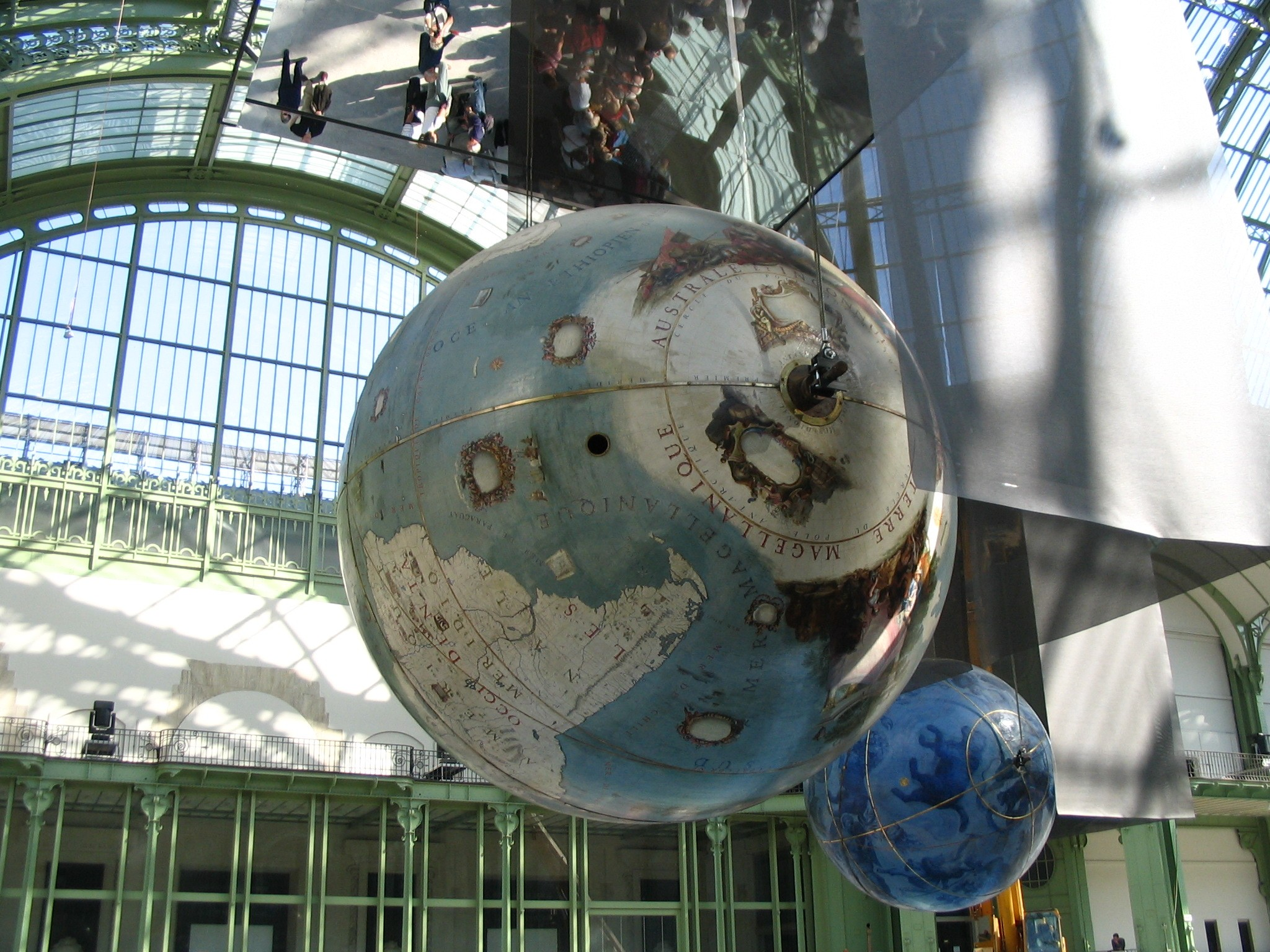
Globe terrestre.
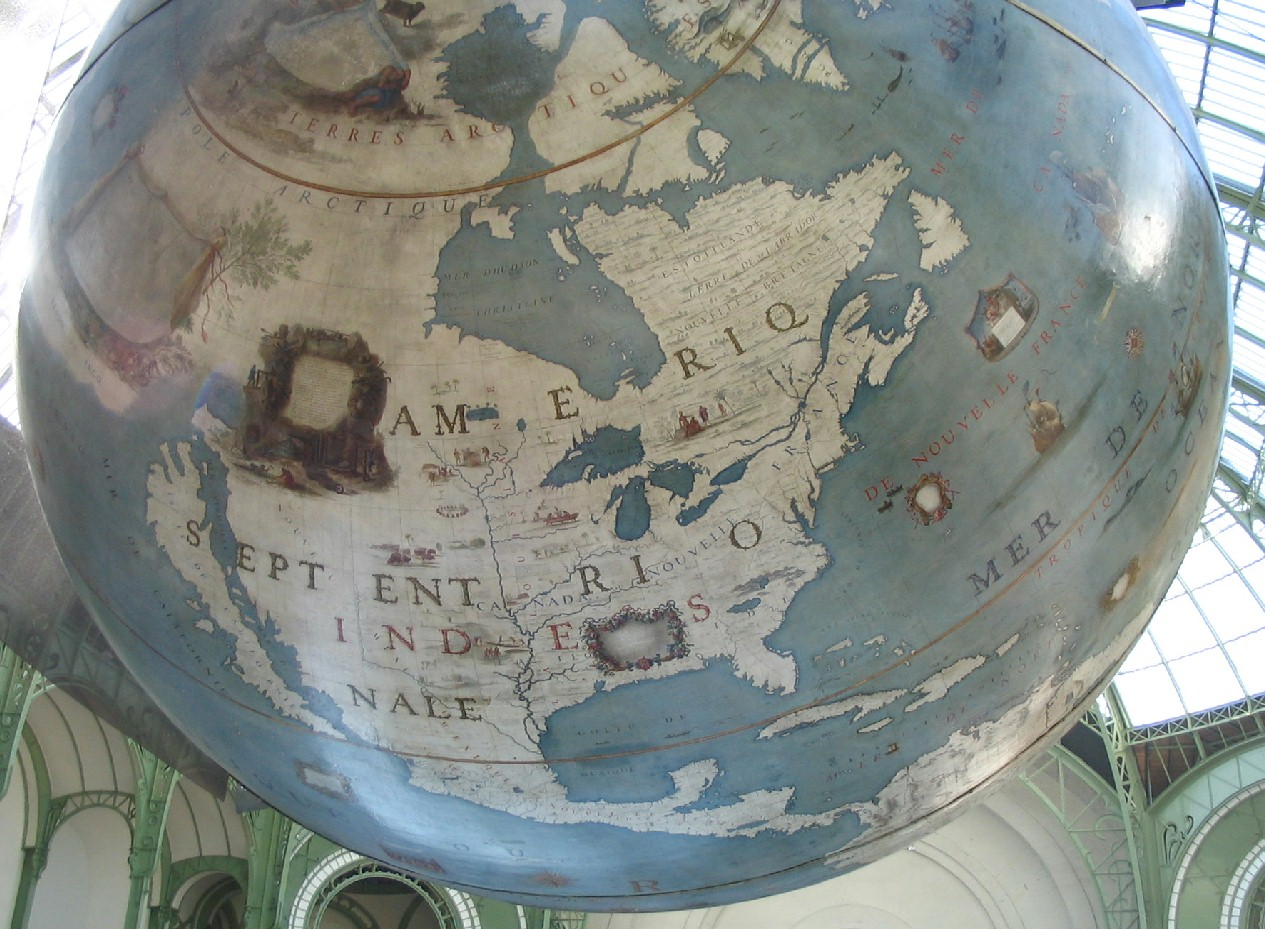
Détails de l'Amérique du Nord.
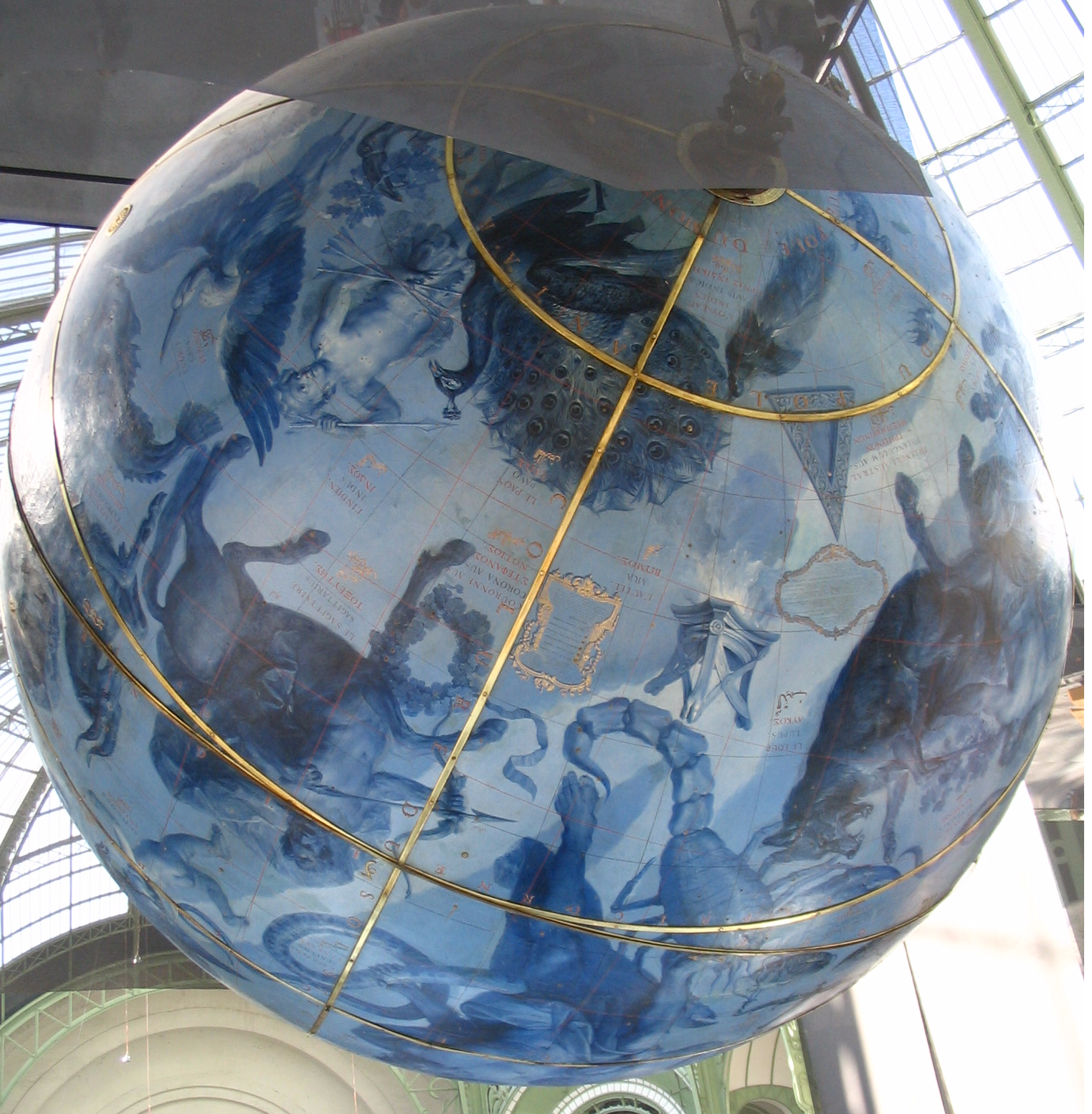
Globe céleste.
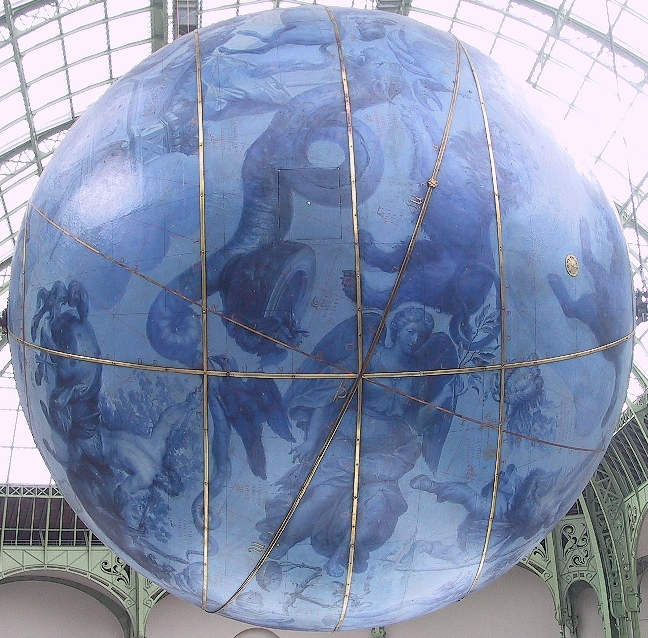
Globe céleste.

## Description des globes
Ces deux sphères, l'une terrestre et l'autre céleste, mesurent 387 centimètres de diamètre et pèsent environ 2 tonnes chacune. Le diamètre atteint 487 centimètres si l'on inclut les méridiens et les cercles d'horizon (mobiles). Leur ossature est en bois (probablement du chêne), recouvert d'une toile. Chaque globe est muni de deux trappes : une de visite et une d'aération.
Le mobilier de présentation des globes est lui aussi de grande dimension, portant l'ensemble à plus de 8 mètres de hauteur. Chaque mobilier de bronze et de marbre pèse plus de quinze tonnes.

## Descriptions des illustrations

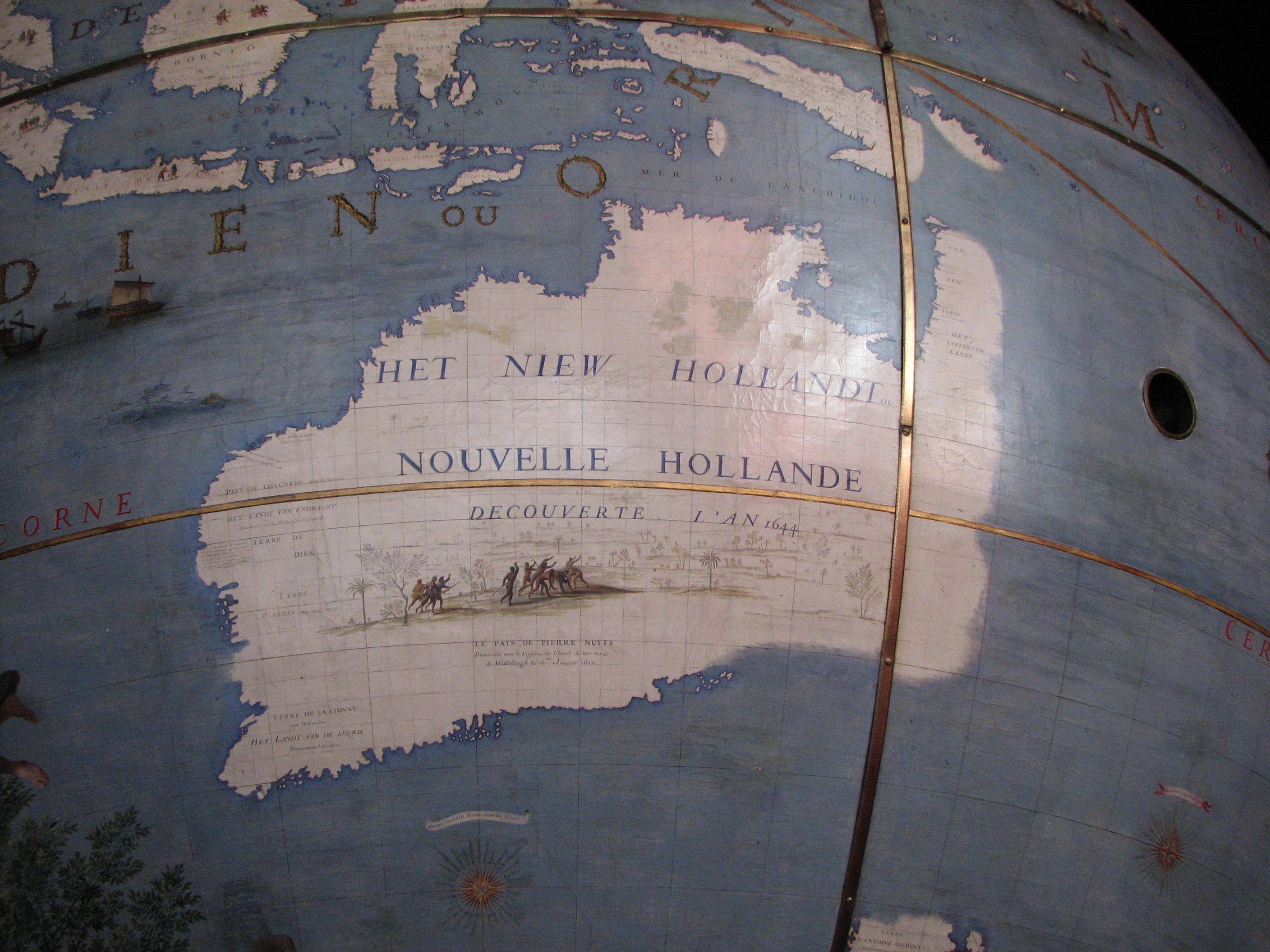
Représentation de l'Australie (Nouvelle Hollande) par Coronelli.

À titre de comparaison, la surface des deux globes est égale à une fois et demie Les Noces de Cana de Paul Véronèse, soit plus de 100 m2. 
Le peintre ayant illustré les globes est Arnould de Vuez,. 
Le globe terrestre présente l'état des connaissances géographiques alors connues et la Californie est encore représentée sous les contours d'une île. Il comporte plus de 600 cartouches explicatifs, parfois assez longs, comme celui intitulé « Mœurs des peuples du Chili ». Ces textes et les tracés géographiques sont confiés à des spécialistes. Le tracé du Mississippi est ainsi confié à Jean-Baptiste Franquelin, cartographe établi à Québec, et à Cavelier de La Salle, explorateur de ces territoires.
Le globe céleste figure l'état du ciel à la naissance de Louis XIV. Y sont représentées les constellations sous forme d'animaux fantastiques, les étoiles et les planètes, le tout dans un camaïeu de bleu. Les noms des constellations sont indiqués en quatre langues : français, latin, grec ancien et arabe. Sept étoiles sont nommées exclusivement en arabe. Le globe indique également la course de certains corps célestes au cours du XVIIe siècle dont quelques comètes.
Nous possédons aujourd'hui encore l'intégralité des textes des nombreux cartouches descriptifs grâce à la patience de François Le Large, un des gardiens de ce trésor qui, au début du XVIIIe siècle, recopia soigneusement toutes les inscriptions figurant sur les globes. Ces documents furent précieux lors de la restauration opérée avant l'exposition à Beaubourg en 1980.